# 2 Dywizjon Pomiarów Artylerii
2 Dywizjon Pomiarów Artylerii – oddział artylerii Wojska Polskiego w II Rzeczypospolitej.

## Formowanie dywizjonu
2 Dywizjon Pomiarów Artylerii został sformowany na podstawie rozkazu Departamentu Dowodzenia Ogólnego Ministerstwa Spraw Wojskowych L.dz. 5704/Tjn. Org. z 9 listopada 1938 roku i rozkazu Departamentu Artylerii MSWojsk. L. dz. 3283/Tjn. Og. Org. z 12 grudnia 1938 roku. Dywizjon został zorganizowany w Toruniu przez 1 dywizjon pomiarów artylerii. W maju 1939 roku dywizjon został przeniesiony do Wesołej.

## Mobilizacja
Dywizjon był jednostką mobilizującą. Zgodnie z uzupełnionym planem „W”, który wszedł w życie 15 maja 1939 roku, dowódca dywizjonu był odpowiedzialny za przeprowadzenie mobilizacji w Wesołej: 
W mobilizacji alarmowej w grupie czarnej, w czasie A+48:
- baterii pomiarowej artylerii nr 8,

W mobilizacji powszechnej w I rzucie:
- baterii pomiarowej artylerii nr 5, w czasie do 5 dnia mobilizacji,
- baterii pomiarowej artylerii nr 6, w czasie do 6 dnia mobilizacji.

W mobilizacji powszechnej w II rzucie:
- baterii pomiarowej artylerii nr 7, w czasie X+3,
- Ośrodek Zapasowy Pomiarów Artylerii nr 1, w czasie X+5[2].

Baterie pomiarów artylerii na stopie wojennej formowały się w składzie:
- drużyna dowódcy,
- sekcja fotograficzna
- sekcja zwiadu
- drużyny lkm plot.
- plutonu topograficzno-ogniowego
- plutonu dźwiękowego
- plutonu wzrokowego
- drużyny gospodarczej,

etat przewidywał 8 oficerów, 330 podoficerów i szeregowych, 185 koni, ok. 60 wozów sprzętowych i taborowych, 2 kuchnie polowe, 2 lkm.  

## Działania wojenne zmobilizowanych baterii i OZPA nr 1

### bateria pomiarów artylerii nr 8
Sformowana w dniach 24-25 sierpnia 1939. W ramach mobilizacji alarmowej w grupie czarnej w ciągu 20 godzin. W mobilizowanej baterii wystąpiły braki w broni ręcznej, którą zastąpiono bagnetami, otrzymano kbk dla 1/3 stanu, wystąpiły braki w jakości koni i uprzęży. Dowódcą baterii został mjr Stanisław Koryciński. 28 sierpnia 8 bpa wyjechała transportem kolejowym przez Radom, Kielce, Kraków do Oświęcimia, gdzie została wyładowana w nocy 29/30 sierpnia. 30 sierpnia 8 bpa została rozkazem dowódcy Armii „Kraków” przydzielona do dyspozycji dowódcy artylerii Grupy Operacyjnej „Śląsk” płk. Kryńskiemu. Od 30 sierpnia bateria została dyslokowana do lasu Brzezinki na południe od Mysłowic, miała zadanie założenie układu pomiarowego na odcinku 55 DP rez. Wyry-Mikołów. 1 i 2 września bateria zajęła układ pomiarowy na wskazanym odcinku. Placówki zakładano pod ogniem artylerii niemieckiej, w dwóch przypadkach placówki znalazły się na I linii frontu. Placówki i centrala topograficzno-ogniowa znalazły się pod ostrzałem lotnictwa niemieckiego. W godzinach przedwieczornych zwinęła układ topograficzny. W trakcie nocnego marszu odwrotowego przez Podlesie, Murcki w tej ostatniej miejscowości z uwagi na tłok i ciemności od 8 bpa odłączyły się plutony dźwiękowy i wzrokowy. Pomimo poszukiwań przez dowódcę baterii i płk. Kryńskiego nie nawiązano z nimi kontaktu. Jak ustalono, oba plutony dotarły do Krakowa, skąd dalej pomaszerowały przez Tarnów, Rzeszów do Złoczowa. Dalej 16 września dotarły do Tarnopola, gdzie 18 września dostały się do sowieckiej niewoli. Oficerowie tych plutonów znaleźli się na „listach katyńskich”. Pozostałość 8 bpa dotarła 3 września przez Mysłowice, Klimontów do Niemajowej Górki koło Dąbrowy Górniczej. Nocą 4/5 września 8 bateria zgodnie z rozkazem pomaszerowała do Krakowa, skąd dalej przez Mogiłę, Kazimierzę Wielką, Wiślicę dotarła 10 września do Baranowa. W trakcie marszu bateria uzupełniła swoją broń o 1 lkm i kbk na cały stan. W rejonie Wiślicy była ostrzeliwana przez dywersantów niemieckich, a w Stopnicy przez artylerię niemiecką. 10 września od godz.15 przeprawiała się przez Wisłę w bród. 12 września podporządkowana została dowódcy 95 dywizjonu artylerii ciężkiej mjr. S. Szancerowi. 15 września 8 bpa osiągnęła Mamoty-Deputaty, wykonywała prace topograficzne dla 95 dac, z uwagi na brak kabla telefonicznego strzelano z mapy, w wyniku czego ok. 40 pocisków upadło na własne oddziały. Następnie maszerowała przez Odrowąż Szlachecki, Janów Lubelski, Frampol do Zielonej pod Tomaszów Lubelski, gdzie bateria przybyła 19 września. 19 i 20 września pluton topograficzno-ogniowy usiłował wspomagać 95 dac w prowadzeniu ognia na pozycje niemieckie, jednak z uwagi na brak łączności efekty były nikłe. W trakcie walk utraciła bateria 1 żołnierza poległego i 3 rannych. Z uwagi na kapitulację Armii „Kraków” 20 września po południu zakopano sprzęt, rozdano uposażenie i mjr Koryciński rozwiązał 8 bpa. Żołnierze usiłowali w grupkach przedrzeć się poza pierścień okrążenia.  
Obsada personalna 8 bpa
- dowódca baterii - mjr Stanisław Koryciński
- oficer zwiadowczy - ppor. Marian Makola
- oficer łączności - ppor. rez. Marian Kuchinka
- dowódca plutonu topograficzno-ogniowego - por. Edward Saulewicz
- dowódca plutonu wzrokowego - por. Oskar Schab
  - oficer młodszy - ppor. rez. Adolf Moczulski
- dowódca plutonu dźwiękowego - kpt. Antoni Pawlikowski
  - oficer młodszy - ppor. Żołobiński

### bateria pomiarów artylerii nr 5
Sformowana w dniach 31 sierpnia - 4 września 1939. W ramach I rzutu mobilizacji powszechnej. Mobilizacja przebiegła sprawnie, poza fatalną jakością koni i wozów konnych z poboru. Dowódcą 5 bpa został mjr Władysław Kraśnicki. 5 września o godz.6 na rampie w Rembertowie 5 bateria została załadowana na transport kolejowy, którym miał udać się w rejon Mławy i wejść w skład Armii „Modlin”. Z uwagi na zmianę sytuacji wojennej bateria została wyładowana w Jabłonnie. Podjęła marsz przez Nowy Dwór Maz., Modlin, Kazuń do Sowiej Woli, gdzie przybyła 6 września. W trakcie marszu zdezerterował 3 osobowy patrol konny. Nowym rozkazem 5 bpa 7/8 września ponownie wróciła do lasów w okolicach Jabłonny i Legionowa. 9 września dowódca artylerii Armii „Modlin” ppłk dypl. Jan Ciałowicz podporządkował baterię zgrupowaniu gen. bryg. J. Zulaufa. 10 września została wysłana do Warszawy, gdzie 11 września została przydzielona na odcinek Warszawa-Zachód. Centrala 5 bpa była przy ul. Nowy Świat 67, później przy Ogrodowej 12/14. Do 12 września rozpoczął działać układ pomiarowy. 5 bateria efektywnie pracował na korzyść artylerii obrony Warszawy do 25 września, w dniu tym ostrzał artylerii niemieckiej i naloty lotnictwa niemieckiego skutecznie wyeliminowały łączność telefoniczną baterii i sieć miejską, a także zniszczeniu uległa centrala baterii wraz ze sprzętem i niektóre placówki. Podczas obrony Warszawy bateria przekazała własnej artylerii współrzędne blisko 100 nieprzyjacielskich baterii. W tym wykryła w lasku młocińskim 8 dział artylerii najcięższej montowanych na betonowych podstawach. 23 września w baterii pełniło służbę 8 oficerów, 317 podoficerów i kanonierów, 180 koni, na wyposażeniu było 60 wozów, 2 kuchnie 1 samochód i 1 motocykl. Podczas walk straciła kilku poległych i kilku rannych żołnierzy. Bateria wymaszerowała do niewoli z miasta nocą 30 września/1 października 1939 jako pododdział zwarty. 3 października w Sochaczewie oficerów zabrano do niewoli pozostałych żołnierzy zwolniono do domów.       
Obsada personalna 5 bpa
- dowódca baterii - mjr Władysław Kraśnicki
- oficer zwiadowczy - ppor. Maria Wiktor Bogłowski
- dowódca plutonu topograficzno-ogniowego - por. Aleksander Winnicki
- dowódca plutonu wzrokowego - por. rez. Edward Skrutkowski
  - oficer młodszy - ppor. rez. Jan Różycki
- dowódca plutonu dźwiękowego - por. Bronisław Weber
  - oficer młodszy - ppor. rez. Mafalski

### bateria pomiarów artylerii nr 6
Sformowana w dniach 31 sierpnia - 5 września 1939. W ramach I rzutu mobilizacji powszechnej. Dowódcą 6 bpa został kpt. Feliks Dutkiewicz. 5 września wieczorem bateria została załadowana w Okuniewie do transportu kolejowego, skąd dojechała do okolic Radomia. Po wyładunku z uwagi na zagrożenie atakiem niemieckiej broni pancernej, bateria pomaszerowała na wschód. 7 września bateria przekroczyła Wisłę w pobliżu Kozienic, podczas nalotu doszło do rozproszenia baterii. Część z dowódcą kpt. Dutkiewiczem (większość plutonu wzrokowego z częścią taborów) dołączyła nocą 11/12 września do 7 bpa i OZPA nr 1 w Radzyniu Podlaskim. Większość 6 bpa pod dowództwem kpt. Józefa Godlewskiego - dowódcy plutonu dźwiękowego pomaszerowała przez Dęblin, Lublin do Kowla, który osiągnięto 15 września. W trakcie marszu prowadziła potyczki z dywersantami niemieckimi i ukraińskimi, była atakowana przez lotnictwo niemieckie. Z Kowla bateria pomaszerowała do Czerkass. 18 września po otrzymaniu wiadomości o agresji sowieckiej, z baterii za zgodą przełożonych odłączyła się niewielka grupa oficerów i podoficerów, która udała się na południe w kierunku granicy rumuńskiej i węgierskiej. Większość baterii podjęła marsz w kierunku południowo-zachodnim przekraczając Bug pod Uściługiem, tocząc potyczki z bandami ukraińskimi, atakującymi baterię. 27 września w Parczewie bateria połączyła się pozostałością baterii kpt. Dutkiewicza i OZPA nr 1. W Miłkowie koło Parczewa zakopano sprzęt baterii. 28 września dołączyła do 50 Dywizji Piechoty „Brzoza”. 1 października baterię rozwiązano, z części konnej 6 bpa utworzono pluton zwiadu konnego pod dowództwem kpt. Dutkiewicza, pozostali żołnierze weszli w skład kompanii piechoty por. Stefana Głogowskiego z 6 bpa sformowanej dla 50 DP. W jej szeregach walczyli do chwili kapitulacji SGO „Polesie”.       
Obsada personalna 6 bpa
- dowódca baterii - kpt. Feliks Dutkiewicz
- oficer zwiadowczy - por. Stefan Głogowski
- oficer łączności - ppor. rez. Gadomski
- dowódca plutonu topograficzno-ogniowego - ppor. rez. Janczewski
- dowódca plutonu wzrokowego - ppor. Mieczysław Lebisz
  - oficer młodszy - ppor. rez. Wacław Lesiecki
- dowódca plutonu dźwiękowego - kpt. Józef Godlewski
  - oficer młodszy - ppor. rez. Józef Łoziński

### bateria pomiarów artylerii nr 7
Sformowana w dniach od 3 do 7 września 1939 roku. W ramach II rzutu mobilizacji powszechnej. Dowódcą 7 bpa został kpt. Stanisław Chodań. Po zmobilizowaniu bateria 7 września po godz.20  wyruszyła w marsz w kierunku Okuniewa, rano osiągnęła rejon Dębe Wielkie, wraz z 7 bpa maszerowała część OZPA nr 1. Następnie marszruta wiodła przez Mińsk Mazowiecki, Stoczek Łukowski, Łuków, Radzyń Podlaski, gdzie nocą 11/12 września dołączyła część 6 bpa. 12 września, bateria była atakowana przez lotnictwo niemieckie. Odtąd maszerowano nocami odpoczywając w dzień. W kolejnych czterech nocach osiągnięto Wisznice, Monastyr koło Sławatycz, Włodawę, Piszczę i Szack. 16 września osiągnięto Czerkassy, dołączyła tu większość 6 bpa. 19 września obie baterie wraz z ośrodkiem podjęły marsz w kierunku zachodnim. 21 września 7 bpa przekroczyła Bug i pomaszerowała wraz z OZPA nr 1 do Chełma, gdzie przebywała do 25 września, zakopano część sprzętu baterii na terenie szkoły rolniczej. Tego dnia na kolumnę ośrodka i 7 baterii zaatakowały czołgi sowieckie, które odparto wcześniej przygotowanymi butelkami z benzyną biorąc do niewoli ok. 30 czerwonoarmistów. 26 września bateria dotarła do wsi Uścimów Nowy. 28 września w Parczewie połączono się z 50 Dywizją Piechoty „Brzoza”. Z  części koni utworzono pluton jazdy kpt. Dutkiewicza, z pozostałych żołnierzy 7, 6 baterii oraz ośrodka zapasowego w Adamowie i Woli Burzeckiej zorganizowano 2 i 3 października kompanie piechoty por. Wróbla i por. Głogowskiego, dla 50 DP „Brzoza”. W jej szeregach walczyli do chwili kapitulacji SGO "Polesie".           
Obsada personalna 7 bpa
- dowódca baterii - kpt. Stanisław Chodań
- oficer zwiadowczy - ppor. rez. Edward Żak
- oficer łączności - ppor. rez. Lisowski
- dowódca plutonu topograficzno-ogniowego - kpt. Władysław Sobczyk
- dowódca plutonu wzrokowego - por. Michał Pietruszka
- dowódca plutonu dźwiękowego - por. rez. Matusiak

### Ośrodek Zapasowy Pomiarów Artylerii nr 1
Po sformowaniu przewidzianych planem baterii pomiarowych artylerii, z nadwyżek mobilizacyjnych 2 dywizjonu pomiarów artylerii i napływających nadwyżek 1 dpa rozpoczęto po 5 września przyspieszone formowanie ośrodka zapasowego, w II rzucie mobilizacji powszechnej. Planowano według etatu sformować: dowództwo ośrodka z ppłk. inż. Józefem Kleiberem, baterię gospodarczą, baterię wzrokowo-dźwiękową,  baterię topograficzno-ogniową i baterię specjalistów. W teren przyległych gmin wysłano komisje poboru koni i wozów. Z uwagi na braki środków transportu ośrodek swoimi siłami nie był w stanie przetransportować zapasów, sprzętu i uzbrojenia oraz wyposażenia ze składnic OK I. Dopiero pomoc dwudniowa kolumny transportowej z pułku strzelców pieszych ppłk. dypl. Zenona Wzacnego, umożliwiła przewiezienie potrzebnego mienia dla ośrodka z magazynów. Po przybyciu 4 września części OZN 1 dpa podjęto działania organizacyjne. 7 września z uwagi na zagrożenie podejścia jednostek niemieckich ppłk Kleiber, otrzymał z Komendy Garnizonu Rembertów rozkaz ewakuacji na wschód. W koszarach w Wesołej pozostał pododdział por. M. Rudzińskiego, który miał oczekiwać na resztę nadwyżek z 1 dpa i wysłane w teren komisje poborowe koni i wozów. Po przybyciu oczekiwanych jednostek 10 i 11 września por. Rudziński podporządkował się kpt. Mikołajowi Pac-Pomarnickiemu i 14 września odmaszerował do Warszawy. W marszu pieszo-konnym wraz z ośrodkiem zapasowym maszerowała 7 bpa, natomiast część żołnierzy ośrodka poruszała się pojazdami mechanicznymi. Ośrodek zapasowy maszerował przez Dębe Wielkie, Mińsk Maz., Siennicę, Maciejewo, poszukując dowództwa OK I ustalono, iż ewakuował się do Kowla, więc OZPA nr 1 w tym kierunku maszerował. Osiągając nocnymi marszami 9/10 września Stoczek Łukowski, 10/11 września Łuków, Gołąbek, 11/12 września Radzyń Podlaski, gdzie dołączyła część 6 bpa. Następnymi nocnymi marszami osiągnięto Wisznice, Monastyr, Włodawę, Piszczę, Szack i 16 września dotarto do wsi Czerkassy. 18 września po uzyskaniu informacji o zbliżaniu się wojsk sowieckich do Kowla, ppłk Kleiber wydał rozkaz marszu na zachód. 20 września OZPA nr 1 dotarł do Lubomla, w mieście osłaniano kolumnę sanitarną i zaopatrzono się w butelki z benzyną do walki z czołgami sowieckimi. 21 września ośrodek przeprawił się przez Bug i doszedł nazajutrz do Chełma, gdzie stacjonował do 25 września. Zakopano część sprzętu na terenie szkoły rolniczej. 25 września ośrodek maszerował w kierunku Rejowca, gdzie stoczył potyczkę z lekkimi czołgami sowieckimi, biorąc wspólnie z 7 bpa 30 jeńców. Artylerzyści pomiarowi przebili się do Woli Korybutowej. 26 września osiągnięto Uścimów Nowy, odpoczywając po walce do 27 września, tu wypłacono wszystkim żołd. 28 września maszerując przez Parczew do Miłkowa połączono się z większą częścią 6 bpa. Nawiązano kontakt z dowództwem SGO „Polesie” i uzyskano rozkaz dołączenia do 50 DP „Brzoza”. 30 września najlepsze konie oddano do oddziału konnego kpt. Dutkiewicza, który tworzył Kawalerię Dywizyjną. Dla jednostek artylerii przekazano część sprzętu pomiarowego. Tego dnia lotnictwo sowieckie atakowało jednostki ośrodka. Odmaszerowano do Czemiernik, gdzie w lesie zakopano pozostały sprzęt pomiarowy. Wypłacono dalsze pieniądze, spalono akta i dokumenty. Ponadto wszyscy oficerowie, podchorążowie i podoficerowie posiadający konie zostali wcieleni do szwadronu przybocznego dowódcy Samodzielnej Grupy Operacyjnej „Polesie”. Z pozostałymi żołnierzami płk Kleiber pomaszerował 2 października do Adamowa do dyspozycji dowódcy 50 DP, następnie do Woli Burzeckiej. 3 października płk Kleiber rozwiązał OZPA nr 1, 6 i 7 bpa, z artylerzystów pomiarowych sformowano dwie kompanie piechoty pod dowództwem: por. Stefana Głogowskiego i por. Władysława Wróbla po ok. 150 żołnierzy każda, obie weszły w skład 50 DP i walczyły do 6 października do dnia kapitulacji SGO „Polesie”.              

## Obsada personalna dywizjonu
| Pokojowa obsada personalna dywizjonu w marcu 1939: | Pokojowa obsada personalna dywizjonu w marcu 1939: |
| -------------------------------------------------- | -------------------------------------------------- |
| dowódca dywizjonu                                  | ppłk inż. Kleiber Józef Wincenty                   |
| I z-ca dowódcy                                     | vacat                                              |
| adiutant                                           | por. Głogowski Stefan                              |
| lekarz medycyny                                    | vacat                                              |
| II z-ca dowódcy [kwatermistrz]                     | mjr Grabiański Witold                              |
| oficer mobilizacyjny                               | kpt. Chodań Stanisław                              |
| z-ca oficera mobilizacyjnego                       | por. Wróbel Władysław                              |
| oficer administracyjno-materiałowy                 | por. Rudziński Michał Stanisław                    |
| oficer gospodarczy                                 | vacat                                              |
| oficer żywnościowy                                 | vacat                                              |
| dowódca plutonu łączności                          | ppor. Lebisz Mieczysław                            |
| dowódca 1 baterii                                  | mjr Koryciński Stanisław Jan                       |
| dowódca plutonu pomiarów wzrokowych                | kpt. Marek Franciszek Kazimierz                    |
| oficer plutonu                                     | por. Schab Oskar Zygmunt Antoni                    |
| dowódca plutonu pomiarów dźwiękowych               | kpt. Pawlikowski Antoni                            |
| oficer plutonu                                     | por. Weber Bronisław Jan                           |
| dowódca plutonu pomiarów topograficzno-ogniowych   | por. Saulewicz Edward                              |
| oficer plutonu                                     | ppor. Makoła Marian Stefan                         |
| dowódca 2 baterii                                  | mjr Kraśnicki Władysław Adolf                      |
| dowódca plutonu pomiarów wzrokowych                | por. Pietruszka Michał                             |
| oficer plutonu                                     | ppor. Pawłowski Edmund                             |
| dowódca plutonu pomiarów dźwiękowych               | kpt. Godlewski Józef I                             |
| oficer plutonu                                     | ppor. Bogłowski Marian Wiktor                      |
| dowódca plutonu pomiarów topograficzno-ogniowych   | kpt. Sobczyk Władysław I                           |
| oficer plutonu                                     | ppor. Winnicki Aleksander Jan                      |